# Flex Wheeler
Pour les articles homonymes, voir Wheeler.
Kenneth Wheeler (Ken, Kenny), plus connu par son surnom de “Flex” Wheeler (né le 23 août 1965 à Fresno, Californie), est un culturiste américain, considéré comme un des plus grands athlètes de la discipline bien qu'il n'ait remporté aucun titre de Mr. Olympia.
Après une courte carrière comme policier, il s'est consacré au culturisme à plein temps au milieu des années 1980. Il a concouru au plus haut niveau de 1989 à 2003, terminant 2e au prestigieux concours Mr. Olympia à trois reprises : lors de sa première participation en 1993 face à Dorian Yates (six fois vainqueur), puis en 1998 et 1999, face à Ronnie Coleman (huit fois vainqueur).
Un grave accident de voiture l'a empêché de concourir en 1994, mais, alors que les médecins pensaient qu'il serait paralysé à vie, il est tout de même parvenu à revenir au plus haut niveau, se classant 8e en 1995 puis 4e en 1996. En 1997, nouveau coup dur : victime d'un carjacking, il a dû annuler sa participation, alors que la compétition était nettement plus serrée que les années précédentes (Dorian Yates a remporté lors de cette édition son 6e et dernier titre malgré de multiples blessures, suscitant une controverse).
Il a également remporté quatre fois l'Arnold Classic (en 1993, 1997, 1998 et 2000), deuxième compétition en importance dans le circuit professionnel. En 2002, pour sa dernière participation à Mr. Olympia, il s'est placé 7e, puis s'est retiré des compétitions après une 3e place à l'Ironman Pro 2003.
Il a fait un comeback au Mr. Olympia 2017, à l'âge de 48 ans, concourant en catégorie « Classic Physique » et se classant 15e.
Arnold Schwarzenegger a déclaré qu'il était l'un des plus brillants culturistes qu'il ait pu voir (avis partagé par le journaliste français Jean Texier, pourtant très critique vis-à-vis de l'évolution de la discipline au cours des années 1990), et Ronnie Coleman estimait qu'il était le meilleur athlète contre lequel il ait concouru.
Également pratiquant d'arts martiaux (considérant d'ailleurs qu'il s'agit de sa première passion), il faisait montre de sa souplesse atypique lors de ses chorégraphies, ce qui lui a valu son surnom de « Flex », devenu son nom de scène.
En 1999, on lui a diagnostiqué une hyalinose segmentaire et focale, maladie des reins. Il a assuré qu'il s'agissait d'une maladie héréditaire, relativement fréquente parmi la population noire, concédant toutefois que la prise d'anabolisants (dès l'âge de 18 ans), mais aussi la prise de potassium et le régime hyperprotidique nécessaire à l'hypertrophie musculaire, en avaient probablement accéléré l'évolution. Il a concouru à l'édition 2002 de Mr. Olympia sans prendre de stéroïdes et s'est tout de même classé 7e (à un poids de 96 kg soit 13 de moins que lors des précédentes éditions). En raison de difficultés financières, il s'est remis à prendre des stéroïdes, espérant obtenir un dernier prix substantiel avant de se retirer, mais l'a ensuite regretté, et a arrêté de nouveau après une seule compétition. Il a reçu une transplantation en 2003. Il a confié dans son autobiographie Flex Ability avoir subi un viol durant son enfance, avoir tenté de se suicider, avoir été père à l'âge de 15 ans.
En 2019, il subit une amputation partielle de la jambe droite en raison de graves problèmes de circulation sanguine. Il continue ensuite la musculation équipé d'une prothèse.
Avec une taille de 1,79 m, il pesait 102 à 109 kg en compétition.

## Profil
- Taille : 1.79 m
- Poids hors compétition : 125 kg environ
- Poids en compétition: 102–109 kg
- Tour de bras : 53 cm
- Tour de cuisses : 80 cm
- Tour de poitrine : 138 cm

## Palmarès
- 1993 Ironman Pro Invitational : 1er
- 1993 Arnold Schwarzenegger Classic : 1er
- 1993 Mr. Olympia : 2e
- 1993 Grand Prix France : 1er
- 1993 Grand Prix Allemagne : 1er
- 1995 Ironman Pro Invitational : 1er
- 1995 Arnold Schwarzenegger Classic : 2e
- 1995 South Beach Pro : 1er
- 1995 Mr. Olympia : 8e
- 1995 Grand Prix Espagne : 5e
- 1996 Ironman Pro Invitational : 1er
- 1996 Arnold Schwarzenegger Classic : 2e
- 1996 Night of Champions : 1er
- 1996 Canada Pro Classic : 2e
- 1996 Florida Cup Pro : 1er
- 1996 Mr. Olympia : 4e
- 1997 Ironman Pro : 1er
- 1997 Arnold Schwarzenegger Classic : 1er
- 1997 San Jose Pro Invitational : 1er
- 1998 Ironman Pro Invitational : 1er
- 1998 Arnold Schwarzenegger Classic : 1er
- 1998 Mr. Olympia : 2e
- 1999 Grand Prix Angleterre : 2e
- 1999 Pro World : 2e
- 1999 Mr. Olympia : 2e
- 2000 Mr. Olympia : 3e
- 2000 Hungarian Grand Prix : 1er
- 2000 Arnold Schwarzenegger Classic : 1er
- 2000 Ironman Pro Invitational : 2e
- 2002 Mr. Olympia : 7e
- 2003 Ironman Pro Invitational : 3e
- 2017 Mr. Olympia Classic Physique : 15e